# Сілвер-Сіті (Айова)
Сілвер-Сіті (англ. Silver City) — місто (англ. city) в США, в окрузі Міллс штату Айова. Населення — 245 осіб (2010).

## Географія
Сілвер-Сіті розташований за координатами 41°6′41″ пн. ш. 95°38′16″ зх. д. / 41.11139° пн. ш. 95.63778° зх. д. (41.111388, -95.637873).  За даними Бюро перепису населення США в 2010 році місто мало площу 0,56 км², уся площа — суходіл.

## Демографія
Згідно з переписом 2010 року, у місті мешкало 245 осіб у 104 домогосподарствах у складі 79 родин. Густота населення становила 435 осіб/км².  Було 116 помешкань (206/км²).
Расовий склад населення:
| - 95,9 % — білих - 0,8 % — корінних американців |

До двох чи більше рас належало 3,3 %. Частка іспаномовних становила 1,2 % від усіх жителів.
За віковим діапазоном населення розподілялося таким чином: 19,6 % — особи молодші 18 років, 63,7 % — особи у віці 18—64 років, 16,7 % — особи у віці 65 років та старші. Медіана віку мешканця становила 45,3 року. На 100 осіб жіночої статі у місті припадало 111,2 чоловіків;  на 100 жінок у віці від 18 років та старших — 105,2 чоловіків також старших 18 років.
Середній дохід на одне домашнє господарство  становив 75 136 доларів США (медіана — 69 375), а середній дохід на одну сім'ю — 84 867 доларів (медіана — 90 417). Медіана доходів становила 60 000 доларів для чоловіків та 45 625 доларів для жінок. За межею бідності перебувало 2,3 % осіб, у тому числі 0,0 % дітей у віці до 18 років та 2,2 % осіб у віці 65 років та старших.
Цивільне працевлаштоване населення становило 89 осіб. Основні галузі зайнятості: освіта, охорона здоров'я та соціальна допомога — 28,1 %, виробництво — 13,5 %, мистецтво, розваги та відпочинок — 12,4 %.